# Grigori Emmanuilowitsch Lutschanski
Grigori Emmanuilowitsch Lutschanski (russisch Григорий Эммануилович Лучанский; * 8. Februar 1945 in Taschkent, Usbekische SSR, Sowjetunion) ist ein international tätiger Großunternehmer. Er ist Gründer der österreichischen Unternehmensgruppe Nordex, Senior-Vizepräsident der Internationalen Vereinigung von Industriellen und Unternehmern (ICIE – International Congress of Industrialists and Entrepreneurs), Präsident des Russischen „Zentrums für Investitionsprojekte und Programme“ (CIPP) und Präsidium-Mitglied des Jüdischen Kongresses von Russland.

## Familie
Seine Eltern waren Emmanuil Emmanuilowitsch Lutschanski (Militärarzt, kämpfte im Deutsch-Sowjetischen Krieg, gest. 1949) und Berta Grigorjewna Wladimirskaja (Betriebswirtin, arbeitete in den 1950-60er Jahren bei der Genossenschaft der Invaliden, gest. 1975).
Grigori Lutschanski lebt in Russland und in Österreich, ist verheiratet, hat drei Töchter und einen Sohn.

## Ausbildung
Lutschanski besuchte von 1963 bis 1968 die Staatliche Hochschule für Stahl und Legierungen in Moskau (MISIS), Fachrichtung Hütteningenieur. Anschließend studierte er bis 1973 an der Staatlichen Universität für Management („Ordzhonikidze“) in Moskau, Fachrichtung Volkswirt für Bauwesen. Dort promovierte er 1974–1978 und erhielt den Doktor der Wirtschaftswissenschaften. Lutschanski wurde Mitglied der Internationalen Akademie für Informatisierung (International Informatization Academy, IIA).

## Karriere in den Zeiten der UdSSR
In den 1960er Jahren leitete er Baueinheiten in Moskau und der Region Altai, die sich aus Studenten zusammensetzten, und war Sekretär beim Zentralkomitee des Komsomol in Lettland. Seit 1969 leitete er eine lettische Baueinheit, war in der Funktion eines Abteilungsleiters und als Vorsitzender der Revisionskommission des Zentralkomitees des Komsomol in Lettland tätig. 1974 wurde er zum stellvertretenden Rektor der Lettischen Staatsuniversität für Verwaltung und Finanzen ernannt. Mit erst 29 Jahren war er der jüngste stellvertretende Rektor einer Universität in der UdSSR.

## Inhaftierung
Ende 1982, nach der Ernennung von Juri Andropow zum Generalsekretär des Zentralkomitees der kommunistischen Partei der UdSSR, spitzte sich die politische Konfrontation zwischen dem ersten Generalsekretär des ZK der kommunistischen Partei in Lettland, Augusts Voss, und dem Vorsitzenden des lokalen KGB, Boriss Pugo, zu. Der junge stellvertretende Rektor, zudem jüdischer Herkunft, war ein leichtes Ziel im Kampf der politischen Klans. Lutschanski wurde ohne Anklageerhebung festgenommen, wegen Veruntreuung von sozialistischem Eigentum im Wert von 2.564 Rubel und wegen Amtsmissbrauchs für schuldig erklärt und zu einer Freiheitsstrafe von 7 Jahren verurteilt.
Später bestätigten einige republikanische Mitarbeiter der Behörde für die Verhinderung von Entwendung sozialistischen Eigentums (sog. Finanzpolizei OBChSS) und des KGB, dass die Festnahme von Grigori Lutschanski politisch motiviert und die „rechtswidrigen Aneignungen“, wie sie durch die Ermittlungsbehörde qualifiziert wurden, tatsächlich Tauschgeschäfte (Bartergeschäfte) waren. 1985 wurde Lutschanski unter der Bedingung, dass er Zwangsarbeiten auf Baustellen der Sowjetwirtschaft (sogenannte „Chemie“) verrichten muss, entlassen, worauf er ebendort das erste Bauteam in der UdSSR, welches nach dem Prinzip durchgehender Brigadearbeit funktionierte, gründete und leitete.

## Karriere in den Zeiten der „Perestroika“
Nach seiner Entlassung aus der Haft wurde ihm durch den Gründer des bekannten lettischen Unternehmens „Adazhi“, den Volksabgeordneten der UdSSR Albert Kauls, die Position des stellv. Direktors angeboten. Nachdem der Generalsekretär des Zentralkomitees der kommunistischen Partei der Sowjetunion Michail Gorbatschow 1989 das Agrarunternehmen „Adazhi“ besuchte, bewilligte er persönlich für die Agrarfirma eine Erlaubnis zur direkten Durchführung von Außenwirtschaftstätigkeiten. Als Ergebnis wurde das erste in der UdSSR nicht staatliche Außenhandelsunternehmen „Adazhimpex“ gegründet. 1990 gründete  „Adazhimpex“ gemeinsam mit zwei Schweizer Firmen die österreichische Firma „Nordex“, die erste Firma im Westen mit Beteiligung von Privatkapital aus der UdSSR, deren CEO Lutschanski wurde.

## Aktuelle Tätigkeit
Aufgrund der neuen Gegebenheiten des XXI. Jahrhunderts und aufgrund der konsequenten Anpassung des russischen Marktes an internationale Standards hat Lutschanski seine Investitionen auf den russischen Markt umorientiert. Er übernahm alle Verpflichtungen von „Nordex“ und gründete in Moskau das Investment-Consulting-Unternehmen „Zentrum für Investitionsprojekte und Programme“ („CIPP“). Er investierte in die Gründung und den Aufbau der Holdinggesellschaft „Sibur“ und in eine Reihe von Immobilienprojekten, einschließlich des Baus des größten Technoparks in Russland mit einer Gesamtfläche von ca. 1 Mio. m² Bürofläche. Lutschanski war an der erfolgreichen Realisierung einer Reihe von Projekten mit Unternehmen, wie den Betriebsvereinigungen „Nizhnevartovskneftegas“, „Kemerovoazot“, Berezniki Titan-Magnesium Fabrik, Cherepovetsk Vereinigung „Ammophos“, OAO „Silvinit“, Novokuznetsk Aluminiumbetrieb, OAMO ZiL („Zavod imeni Likhachova“), OAO „Zentrale Brennstoffgesellschaft“, Fonds der Unternehmen des Transportkomplexes von Moskau, OAO MOEK („Moskauer vereinigte Energiegesellschaft“) und vielen anderen beteiligt.
Lutschanski ist auch für zahlreiche gemeinnützige Organisationen tätig, er leitet insbesondere die Internationale Vereinigung von Industriellen und Unternehmern (ICIE – International Congress of Industrialists and Entrepreneurs), eine Vereinigung von nationalen Organisationen von 26 Ländern. Das Ziel dieser Vereinigung ist es, Brücken zwischen russischen Unternehmen und internationalem Anlagekapital zu schaffen.
Lutschanski beschäftigt sich aktiv mit Mäzenatentum und Wohltätigkeit. Zusammen mit den Liedermachern Sergei Nikitin und Tatjana Nikitina unterstützt er seit 2002 aktiv die Spezialschule von Smolensk für blinde und sehbehinderte Kinder.
Lutschanski unterstützt auch ein gemeinsames Projekt der Moskauer Stadtverwaltung zum Aufbau eines Unternehmens für die Herstellung von Blutplasmapräparaten.